# Colon (personne)
Pour les articles homonymes, voir Colon.
Un colon est une personne qui a migré vers une zone géographique – soit une colonie – pour y établir sa résidence permanente, dans une zone isolée ou au sein d'un établissement humain, dans un but collectif de colonisation d'une région.

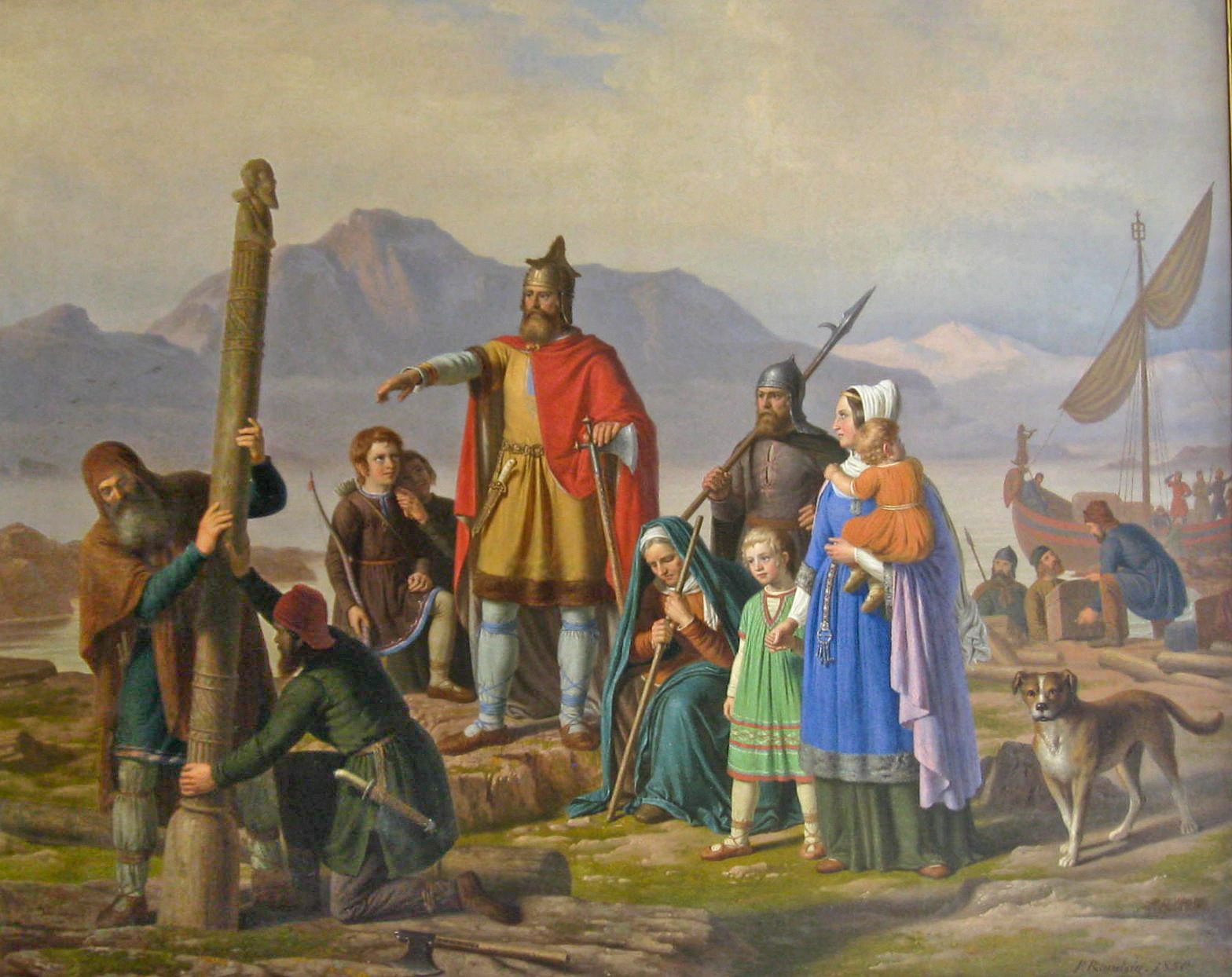
Des colons arrivant en Islande.

## Approche philosophique
Pour le philosophe Alain Deneault, « le colonisateur est celui qui administre la colonie tout en en tirant profit, comme un investisseur capitaliste ». « Or pour le colon, le seul voyage vers sa nouvelle terre suffit à l’aliéner par rapport à sa culture d’origine » (p. 136). « Le colon est placé sur cette terre par le colonisateur, qui en dessine la géographie, en organise la politique et en divise le travail. ».

## Approche sociologique
En sociologie, dans la mesure où un colon est défini dans un rapport social, à savoir la colonisation et le colonialisme, on parlera de colonisés et colonisateurs.

### bibliographie
- Roland Pfefferkorn, Abdelhafid Hammouche et Gilbert Meynier, « Colonial, postcolonial, décolonial : introduction: », Raison présente, vol. N° 199, no 3,‎ 1er juillet 2016, p. 3–8 (ISSN 0033-9075, DOI 10.3917/rpre.199.0003, lire en ligne)

### Articles liés
- Colonie de peuplement
- Patriot (révolution américaine)